# Segiri Stadium
Das Segiri Stadium ist ein Fußballstadion in der indonesischen Stadt Samarinda in der Provinz Kalimantan Timur auf der Insel Borneo.
Die 1980 erbaute Anlage hat ein Fassungsvermögen von 13.000 Personen und ist die Heimspielstätte des Erstligisten Borneo FC.